# Pałac Sportów Zimowych Sibir w Nowosybirsku
Pałac Sportów Zimowych Sibir – hala widowiskowo-sportowa w Nowosybirsku, w Rosji. Została otwarta w 1964 roku. Jej pojemność wynosi 7384 widzów. Swoje spotkania rozgrywa na niej hokejowy klub Sibir Nowosybirsk występujący w rozgrywkach KHL oraz juniorski zespół Sibirskie Snajpiery Nowosybirsk grający w lidze MHL.